# Salavický mlýn
Salavický mlýn v Salavicích u Třešti v okrese Jihlava je vodní mlýn, který stojí v centru obce na Třešťském potoce. Je chráněn jako nemovitá kulturní památka České republiky.

## Historie
Mlýn pochází z roku 1741.

## Popis
Mlýn tvoří přízemní obytná budova s patrovou mlýnicí, která je zastřešena mansardovou střechou. V průčelí je zdobena rokokovými štukovými ornamenty. 
K mlýnici původně přiléhal další dřevěný objekt. Za ním stála kolmo stodola, ke které vedla hlavní přístupová cesta.
Voda na vodní kolo vedla náhonem a odtokovým kanálem se vracela zpět do řeky. K roku 1930 je při mlýně zaznamenána pila; v témže roce se zde nacházela Francisova turbína s průtokem 0.4 m³/s, spádem 3.7 m o výkonu 14.8 k a kolo na svrchní vodu s průtokem 0.183 m³/s, spádem 3.5 m, s výkonem 5 k.